# Разрушение Дома Да Дерга
Разрушение дома да Дерга (др.‑ирл. Togail Bruidne Dá Derga) — ирландская легенда из Ульстерского цикла, описывающая рождение, жизнь и смерть Конайре Мора, убитого в доме Да Дерга своими врагами после нарушения им гейса.

## Текст
Текст саги сохранился в трёх вариантах: первый, сохранившийся в том числе в «Книге Бурой Коровы», относят к VII—VIII вв.; второй — к X—XI вв., третий — к XII веку.

## Сюжет
Эохайд Фейдлех встретил у Бри Лейт Этайн в её втором воплощении. По разным версиям легенды, Конайре Мор был или сыном самого Эохайда от дочери Этайн, или сыном верховного короля Ирландии Этерскела и Мес Буахалы, дочери Эсс, дочери Эохайда.
Во время праздника быка, по обычаю, провозглашался король; Конайре стал им, но получил ряд гейсов. В число наложенных на Конайре гейсов входили такие, как:
- Нельзя обходить Брегу слева направо, а Тару справа налево.
- Нельзя убивать диких зверей Керны.
- Каждую девятую ночь нельзя было покидать пределы Тары.
- Нельзя проводить ночь в таком доме, откуда наружу виднелся б огонь или свет был заметен оттуда.
- Три Красных не должны впереди идти к дому Красного.
- Не должен случиться грабёж при правлении.
- Не должны были входить в его жилище после захода солнца одинокий мужчина или женщина.
- Не должно решать спор двух рабов
- Приходить, коли не позвали[3]

Правление Конайре было справедливым, однако со временем события стали складываться так, что гейсы, запрещавшие убивать диких зверей Керны и обходить Брегу слева направо, а Тару справа налево, были всё же нарушены. Мир был окутан волшебным туманом; в тот день, думая, где остановиться, Конайре вспомнил о своём друге, Уи Да Дерге, владельце гостевого дома; по дороге к Да Дерга был нарушен ещё один гейс короля, так как впереди короля ехали трое красных, и при входе в дом — ещё один из гейсов, так как зашли в дом одинокие мужчина и женщина, причём женщина и всадники были из сидов. В то же время сыновья Донн Деса начали грабежи; разбойники напали на Дом, и многие погибли, включая Конайре.